# Liste der größten Bankenpleiten in den Vereinigten Staaten seit 1970
Seit den 1970er Jahren sind in den Vereinigten Staaten über 90 Banken mit einem Vermögen von 1 Milliarde US-Dollar oder mehr in Konkurs gegangen. Die folgende Liste basiert auf den Vermögenswerten zum Zeitpunkt des Zusammenbruchs von Banken, die von der Federal Deposit Insurance Corporation versichert sind.
| Banken                                                              | Stadt             | Staat         | Jahr | Vermögenswerte zum Zeitpunkt des Bankenzusammenbruchs | Vermögenswerte zum Zeitpunkt des Bankenzusammenbruchs | Ref.        |
| Banken                                                              | Stadt             | Staat         | Jahr | Nominal                                               | Inflations- bereinigt (2023)                          | Ref.        |
| ------------------------------------------------------------------- | ----------------- | ------------- | ---- | ----------------------------------------------------- | ----------------------------------------------------- | ----------- |
| Washington Mutual                                                   | Seattle           | Washington    | 2008 | $307 Milliarden                                       | $447 Milliarden                                       | [ 3 ]       |
| First Republic Bank                                                 | San Francisco     | California    | 2023 | $229 Milliarden                                       | $229 Milliarden                                       | [ 4 ] [ 5 ] |
| Silicon Valley Bank                                                 | Santa Clara       | California    | 2023 | $209 Milliarden                                       | $209 Milliarden                                       | [ 6 ]       |
| Signature Bank                                                      | New York          | New York      | 2023 | $118 Milliarden                                       | $118 Milliarden                                       | [ 7 ]       |
| Continental Illinois National Bank and Trust                        | Chicago           | Illinois      | 1984 | $40.0 Milliarden                                      | $121 Milliarden                                       | [ 3 ] [ 8 ] |
| First Republic Bank Corporation                                     | Dallas            | Texas         | 1988 | $32.5 Milliarden                                      | $86 Milliarden                                        | [ 9 ]       |
| American Savings and Loan                                           | Stockton          | California    | 1988 | $30.2 Milliarden                                      | $80 Milliarden                                        |             |
| Bank of New England                                                 | Boston            | Massachusetts | 1991 | $21.7 Milliarden                                      | $50 Milliarden                                        | [ 9 ]       |
| IndyMac                                                             | Pasadena          | California    | 2008 | $32.0 Milliarden                                      | $47 Milliarden                                        | [ 10 ]      |
| MCorp                                                               | Dallas            | Texas         | 1989 | $18.5 Milliarden                                      | $47 Milliarden                                        |             |
| Gibraltar Savings and Loan                                          | Simi Valley       | California    | 1989 | $15.1 Milliarden                                      | $38 Milliarden                                        |             |
| Colonial Bank                                                       | Montgomery        | Alabama       | 2009 | $25.0 Milliarden                                      | $37 Milliarden                                        | [ 11 ]      |
| First City National Bank                                            | Houston           | Texas         | 1988 | $13.0 Milliarden                                      | $34 Milliarden                                        |             |
| HomeFed Bank                                                        | San Diego         | California    | 1992 | $12.2 Milliarden                                      | $27 Milliarden                                        |             |
| FBOP Corp banking subsidiaries                                      | Oak Park          | Illinois      | 2009 | $18.4 Milliarden                                      | $27 Milliarden                                        |             |
| Southeast Bank                                                      | Miami             | Florida       | 1991 | $10.5 Milliarden                                      | $24 Milliarden                                        |             |
| City Federal Savings and Loan                                       | Elizabeth         | New Jersey    | 1989 | $9.8 Milliarden                                       | $25 Milliarden                                        |             |
| Goldome                                                             | Buffalo           | New York      | 1991 | $9.9 Milliarden                                       | $23 Milliarden                                        |             |
| Imperial Federal Savings Assoc.                                     | San Diego         | California    | 1990 | $9.6 Milliarden                                       | $23 Milliarden                                        |             |
| Franklin National Bank                                              | New York          | New York      | 1974 | $3.7 Milliarden                                       | $24 Milliarden                                        |             |
| Great American Bank                                                 | San Diego         | California    | 1991 | $9.5 Milliarden                                       | $22 Milliarden                                        |             |
| CenTrust Bank                                                       | Miami             | Florida       | 1990 | $8.2 Milliarden                                       | $20 Milliarden                                        |             |
| Empire of America Savings                                           | Buffalo           | New York      | 1990 | $8.2 Milliarden                                       | $20 Milliarden                                        |             |
| Guaranty Bank                                                       | Austin            | Texas         | 2009 | $13.0 Milliarden                                      | $19 Milliarden                                        | [ 12 ]      |
| Downey Savings and Loan                                             | Newport Beach     | California    | 2008 | $12.8 Milliarden                                      | $19 Milliarden                                        | [ 5 ]       |
| BankUnited FSB                                                      | Coral Gables      | Florida       | 2009 | $12.8 Milliarden                                      | $19 Milliarden                                        | [ 12 ]      |
| AmTrust Bank                                                        | Cleveland         | Ohio          | 2009 | $12.0 Milliarden                                      | $18 Milliarden                                        | [ 5 ]       |
| WesternBank                                                         | Mayagüez          | Puerto Rico   | 2010 | $11.9 Milliarden                                      | $17 Milliarden                                        |             |
| Gibraltar Savings Association                                       | Houston           | Texas         | 1988 | $6.5 Milliarden                                       | $17 Milliarden                                        |             |
| United Commercial Bank                                              | San Francisco     | California    | 2009 | $11.2 Milliarden                                      | $16 Milliarden                                        |             |
| Crossland Savings Bank                                              | Brooklyn          | New York      | 1992 | $7.4 Milliarden                                       | $17 Milliarden                                        |             |
| The Connecticut Bank &amp; Trust Co.                                | Hartford          | Connecticut   | 1991 | $7.2 Milliarden                                       | $17 Milliarden                                        |             |
| MeraBank                                                            | Phoenix           | Arizona       | 1990 | $6.3 Milliarden                                       | $15 Milliarden                                        |             |
| Sunbelt Savings                                                     | Irving            | Texas         | 1991 | $6.0 Milliarden                                       | $14 Milliarden                                        |             |
| Western Savings and Loan                                            | Phoenix           | Arizona       | 1989 | $5.7 billion                                          | $14 billion                                           |             |
| Columbia Savings & Loan Assn.                                       | Beverly Hills     | California    | 1991 | $5.4 Milliarden                                       | $12 Milliarden                                        |             |
| Lincoln Savings and Loan Association                                | Irvine            | California    | 1989 | $4.9 Milliarden                                       | $12 Milliarden                                        |             |
| California National Bank                                            | Los Angeles       | California    | 2009 | $7.8 Milliarden                                       | $11,4 Milliarden                                      |             |
| Corus Bank                                                          | Chicago           | Illinois      | 2009 | $7.0 Milliarden                                       | $10,2 Milliarden                                      | [ 12 ]      |
| United States National Bank                                         | San Diego         | California    | 1973 | $1.3 Milliarden                                       | $9,2 Milliarden                                       | [ 13 ]      |
| First Federal Bank of California                                    | Santa Monica      | California    | 2009 | $6.1 Milliarden                                       | $8,9 Milliarden                                       |             |
| R-G Premier Bank of Puerto Rico                                     | Hato Rey          | Puerto Rico   | 2010 | $5.9 Milliarden                                       | $8,5 Milliarden                                       |             |
| Doral Bank                                                          | San Juan          | Puerto Rico   | 2015 | $5.9 Milliarden                                       | $7,8 Milliarden                                       | [ 14 ]      |
| Franklin Bank                                                       | Houston           | Texas         | 2008 | $5.1 Milliarden                                       | $7,4 Milliarden                                       |             |
| Silverton Bank                                                      | Atlanta           | Georgia       | 2009 | $4.1 Milliarden                                       | $6 Milliarden                                         |             |
| Imperial Capital Bank                                               | La Jolla          | California    | 2009 | $4.0 Milliarden                                       | $5,8 Milliarden                                       |             |
| PFF Bank & Trust                                                    | Pomona            | California    | 2008 | $3.7 Milliarden                                       | $5,4 Milliarden                                       |             |
| La Jolla Bank                                                       | La Jolla          | California    | 2010 | $3.6 Milliarden                                       | $5,2 Milliarden                                       |             |
| Frontier Bank                                                       | Everett           | Washington    | 2010 | $3.5 Milliarden                                       | $5 Milliarden                                         |             |
| First National Bank of Nevada                                       | Reno              | Nevada        | 2008 | $3.4 Milliarden                                       | $5 Milliarden                                         |             |
| Amcore Bank                                                         | Rockford          | Illinois      | 2010 | $3.4 Milliarden                                       | $4,9 Milliarden                                       |             |
| Riverside National Bank of Florida                                  | Fort Pierce       | Florida       | 2010 | $3.4 Milliarden                                       | $4,9 Milliarden                                       |             |
| Midwest Bank and Trust Company                                      | Elmwood Park      | Illinois      | 2010 | $3.2 Milliarden                                       | $4,6 Milliarden                                       |             |
| First National Bank, also operating as The National Bank of El Paso | Edinburg          | Texas         | 2013 | $3.1 Milliarden                                       | $4,2 Milliarden                                       | [ 15 ]      |
| Superior Bank                                                       | Birmingham        | Alabama       | 2011 | $3.0 Milliarden                                       | $4,2 Milliarden                                       | [ 16 ]      |
| TierOne Bank                                                        | Lincoln           | Nebraska      | 2010 | $2.8 Milliarden                                       | $4 Milliarden                                         |             |
| Irwin Union Bank and Trust Company                                  | Columbus          | Indiana       | 2009 | $2.7 Milliarden                                       | $3,9 Milliarden                                       |             |
| Orion Bank                                                          | Naples            | Florida       | 2009 | $2.7 Milliarden                                       | $3,9 Milliarden                                       |             |
| EuroBank                                                            | San Juan          | Puerto Rico   | 2010 | $2.6 Milliarden                                       | $3,7 Milliarden                                       |             |
| First Community Bank                                                | Taos              | New Mexico    | 2011 | $2.3 Milliarden                                       | $3,2 Milliarden                                       |             |
| Integra Bank, N.A.                                                  | Evansville        | Indiana       | 2011 | $2.2 Milliarden                                       | $3,1 Milliarden                                       |             |
| ANB Financial                                                       | Bentonville       | Arkansas      | 2008 | $2.1 Milliarden                                       | $3,1 Milliarden                                       |             |
| First Regional Bank                                                 | Los Angeles       | California    | 2010 | $2.1 Milliarden                                       | $3 Milliarden                                         |             |
| ShoreBank                                                           | Chicago           | Illinois      | 2010 | $2.1 Milliarden                                       | $3 Milliarden                                         |             |
| Silver State Bank                                                   | Henderson         | Nevada        | 2008 | $2.0 Milliarden                                       | $2,9 Milliarden                                       |             |
| New Frontier Bank                                                   | Greeley           | Colorado      | 2009 | $2.0 Milliarden                                       | $2,9 Milliarden                                       |             |
| Georgian Bank                                                       | Atlanta           | Georgia       | 2009 | $2.0 Milliarden                                       | $2,9 Milliarden                                       |             |
| Vineyard Bank                                                       | Rancho Cucamonga  | California    | 2009 | $1.9 Milliarden                                       | $2,8 Milliarden                                       |             |
| Peoples First Community Bank                                        | Panama City       | Florida       | 2009 | $1.8 Milliarden                                       | $2,6 Milliarden                                       |             |
| County Bank                                                         | Merced            | California    | 2009 | $1.7 Milliarden                                       | $2,5 Milliarden                                       |             |
| Hillcrest Bank                                                      | Overland Park     | Kansas        | 2010 | $1.6 Milliarden                                       | $2,3 Milliarden                                       |             |
| Advanta Bank Corp.                                                  | Draper            | Utah          | 2010 | $1.6 Milliarden                                       | $2,3 Milliarden                                       |             |
| CF Bancorp                                                          | Port Huron        | Michigan      | 2010 | $1.6 Milliarden                                       | $2,3 Milliarden                                       |             |
| Mutual Bank                                                         | Harvey            | Illinois      | 2009 | $1.6 Milliarden                                       | $2,3 Milliarden                                       |             |
| Hamilton Bank                                                       | Miami             | Florida       | 2002 | $1.3 Milliarden                                       | $2,3 Milliarden                                       |             |
| Community Bank of Nevada                                            | Las Vegas         | Nevada        | 2009 | $1.5 Milliarden                                       | $2,2 Milliarden                                       |             |
| First Bank of Beverly Hills                                         | Calabasas         | California    | 2009 | $1.5 Milliarden                                       | $2,2 Milliarden                                       |             |
| Temecula Valley Bank                                                | Temecula          | California    | 2009 | $1.5 Milliarden                                       | $2,2 Milliarden                                       |             |
| New South Federal Savings Bank                                      | Irondale          | Alabama       | 2009 | $1.5 Milliarden                                       | $2,2 Milliarden                                       |             |
| Community Banks of Colorado                                         | Greenwood Village | Colorado      | 2011 | $1.4 Milliarden                                       | $2 Milliarden                                         |             |
| Horizon Bank                                                        | Bellingham        | Washington    | 2010 | $1.3 Milliarden                                       | $1,9 Milliarden                                       |             |
| Premier Bank                                                        | Jefferson City    | Missouri      | 2010 | $1.2 Milliarden                                       | $1,7 Milliarden                                       |             |
| Broadway Bank                                                       | Chicago           | Illinois      | 2010 | $1.2 Milliarden                                       | $1,7 Milliarden                                       |             |
| Security Bank of Bibb County                                        | Macon             | Georgia       | 2009 | $1.2 Milliarden                                       | $1,8 Milliarden                                       |             |
| Charter Bank                                                        | Santa Fe          | New Mexico    | 2010 | $1.2 Milliarden                                       | $1,7 Milliarden                                       |             |
| Alliance Bank                                                       | Culver City       | California    | 2009 | $1.1 Milliarden                                       | $1,6 Milliarden                                       |             |
| City Bank                                                           | Lynnwood          | Washington    | 2010 | $1.1 Milliarden                                       | $1,6 Milliarden                                       |             |
| Columbia River Bank                                                 | The Dalles        | Oregon        | 2010 | $1.1 Milliarden                                       | $1,6 Milliarden                                       |             |
| Community Bank and Trust                                            | Cornelia          | Georgia       | 2010 | $1.1 Milliarden                                       | $1,6 Milliarden                                       |             |
| Integrity Bank                                                      | Alpharetta        | Georgia       | 2008 | $1.1 Milliarden                                       | $1,6 Milliarden                                       |             |
| Affinity Bank                                                       | Ventura           | California    | 2009 | $1.0 Milliarden                                       | $1,5 Milliarden                                       |             |
| Appalachian Community Bank                                          | Ellijay           | Georgia       | 2010 | $1.0 Milliarden                                       | $1,4 Milliarden                                       |             |

- Too big to fail

## Referenzen
1. ↑  Angela Palumbo, Karishma Vanjani, Carleton English: Silicon Valley Bank Shut Down, Biggest Bank to Fail Since Financial Crisis. In: Barron's. 9. März 2023, abgerufen am 14. März 2023.
2. ↑  Status of Washington Mutual Bank Receivership. FDIC, abgerufen am 14. März 2023.
3. 1 2  Elinor Comlay, Jonathan Stempel:  WaMu is largest U.S. bank failure In: Reuters, 25. September 2009
4. ↑  JPMorgan Chase Bank, National Association, Columbus, Ohio Assumes All the Deposits of First Republic Bank, San Francisco, California. In: FDIC. Abgerufen am 1. Mai 2023.
5. 1 2 3  Khristopher J. Brooks, Brian Dakss: Troubled First Republic Bank seized and sold to JPMorgan Chase. In: CBS MoneyWatch. 1. Mai 2023.
6. ↑  Emily Flitter, Rob Copeland:  Silicon Valley Bank Fails After Run on Deposits In: The New York Times, 10. März 2023. Abgerufen am 11. März 2023
7. ↑  Joint Statement by Treasury, Federal Reserve, and FDIC. In: The Federal Reserve Board. März 2023.
8. ↑  Renee Haltom: Failure of Continental Illinois. In: Federal Reserve History. Mai 1984.
9. 1 2  Ending "Too Big to Fail". In: Federal Reserve. 4. März 2013.
10. ↑  Karl Russell, Christine Zhang:  The Second-Biggest Bank Failure In: The New York Times, 11. März 2023
11. ↑   Colonial Bank dissolved, marking 2009's biggest bank failure, France 24, 15. August 2009
12. 1 2 3  Alain Sherter: Corus Seized in Fourth-Largest Bank Failure This Year. In: CBS MoneyWatch. 12. September 2009.
13. ↑  Robert Wright: Dubious Loans Led To Bank's Collapse. In: The New York Times. 22. Oktober 1973, abgerufen am 8. April 2023.
14. ↑  Aaron Kuriloff: Doral Bank Fails After Years of Tumult. In: Wall Street Journal. 28. Februar 2015, abgerufen am 8. April 2023.
15. ↑  Patrick Danner: Edinburg bank is closed by the feds and sold. In: My San Antonio. 13. September 2013, abgerufen am 8. April 2023.
16. ↑  Jeff Amy: Superior and Nexity banks seized by regulators. In: Al.com. 16. April 2011, abgerufen am 8. April 2023.